# Hydrolagus
Genre
Hydrolagus est un genre de chimères (poissons abyssaux proches des requins).

## Description et caractéristiques

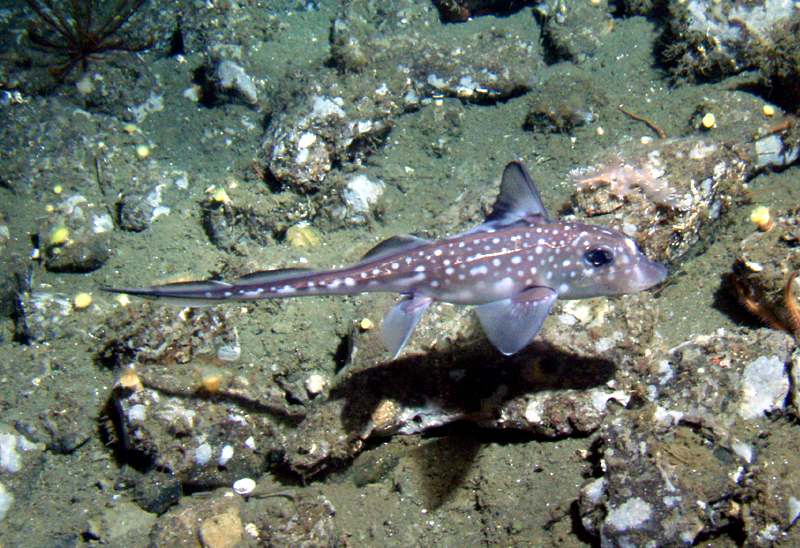
Hydrolagus colliei

Ce genre se distingue de Chimaera par le fait que la nageoire anale est confluente avec la caudale,.

## Aire de répartition
Quatre espèces sont connues de l'Atlantique nord-est: H. affinis,  H. lusitanicus,  H. mirabilis et 
H. pallidus.

## Liste des espèces
Selon World Register of Marine Species (9 mars 2015) :
- Hydrolagus affinis (de Brito Capello, 1868)
- Hydrolagus africanus (Gilchrist, 1922)
- Hydrolagus alberti Bigelow & Schroeder, 1951
- Hydrolagus alphus Quaranta, Didier, Long & Ebert, 2006
- Hydrolagus barbouri (Garman, 1908)
- Hydrolagus bemisi Didier, 2002
- Hydrolagus colliei (Lay & Bennett, 1839)
- Hydrolagus deani (Smith & Radcliffe, 1912)
- Hydrolagus eidolon (Jordan & Hubbs, 1925)
- Hydrolagus homonycteris Didier, 2008
- Hydrolagus lemures (Whitley, 1939)
- Hydrolagus lusitanicus Moura, Figueiredo, Bordalo-Machado, Almeida & Gordo, 2005
- Hydrolagus macrophthalmus de Buen, 1959
- Hydrolagus marmoratus Didier, 2008
- Hydrolagus matallanasi Soto & Vooren, 2004
- Hydrolagus mccoskeri Barnett, Didier, Long & Ebert, 2006
- Hydrolagus melanophasma James, Ebert, Long & Didier, 2009
- Hydrolagus mirabilis (Collett, 1904)
- Hydrolagus mitsukurii (Jordan & Snyder, 1904)
- Hydrolagus novaezealandiae (Fowler, 1911)
- Hydrolagus ogilbyi (Waite, 1898)
- Hydrolagus pallidus Hardy & Stehmann, 1990
- Hydrolagus purpurescens (Gilbert, 1905)
- Hydrolagus trolli Didier & Séret, 2002
- Hydrolagus waitei Fowler, 1907

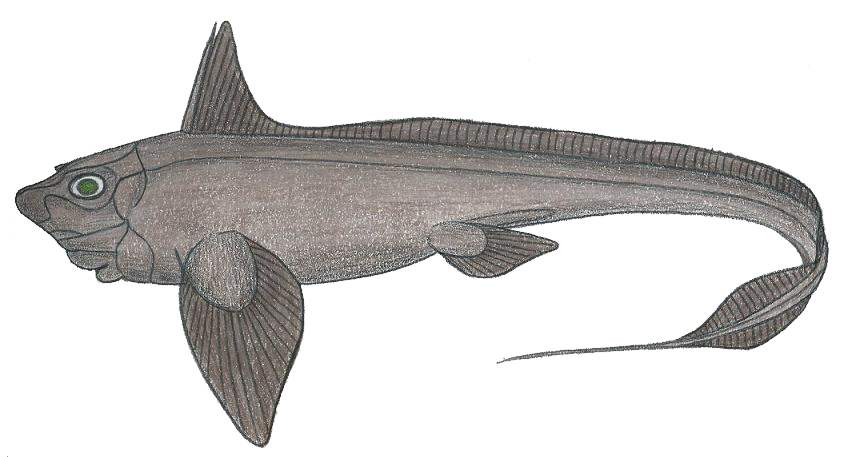
Hydrolagus affinis
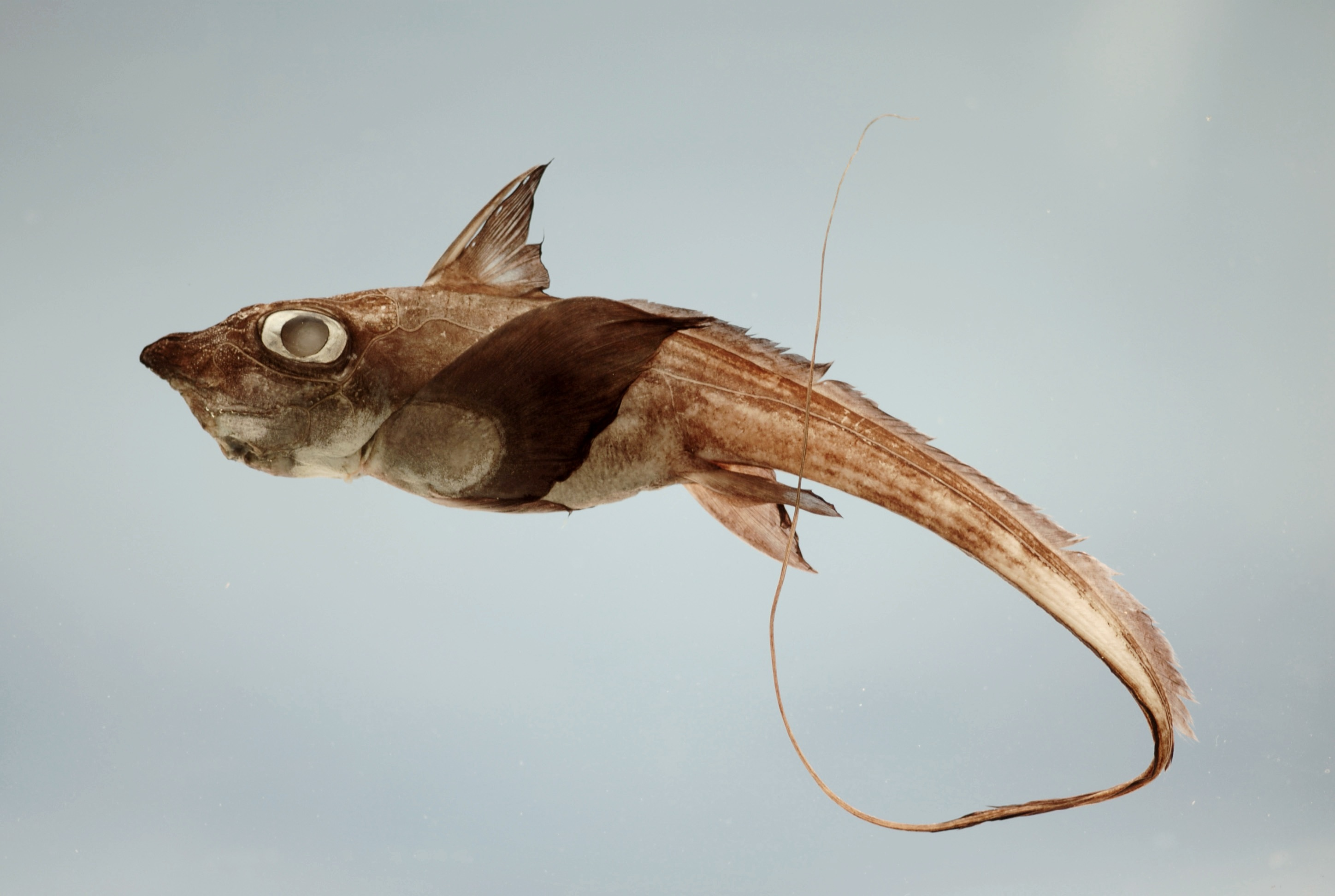
Hydrolagus alberti
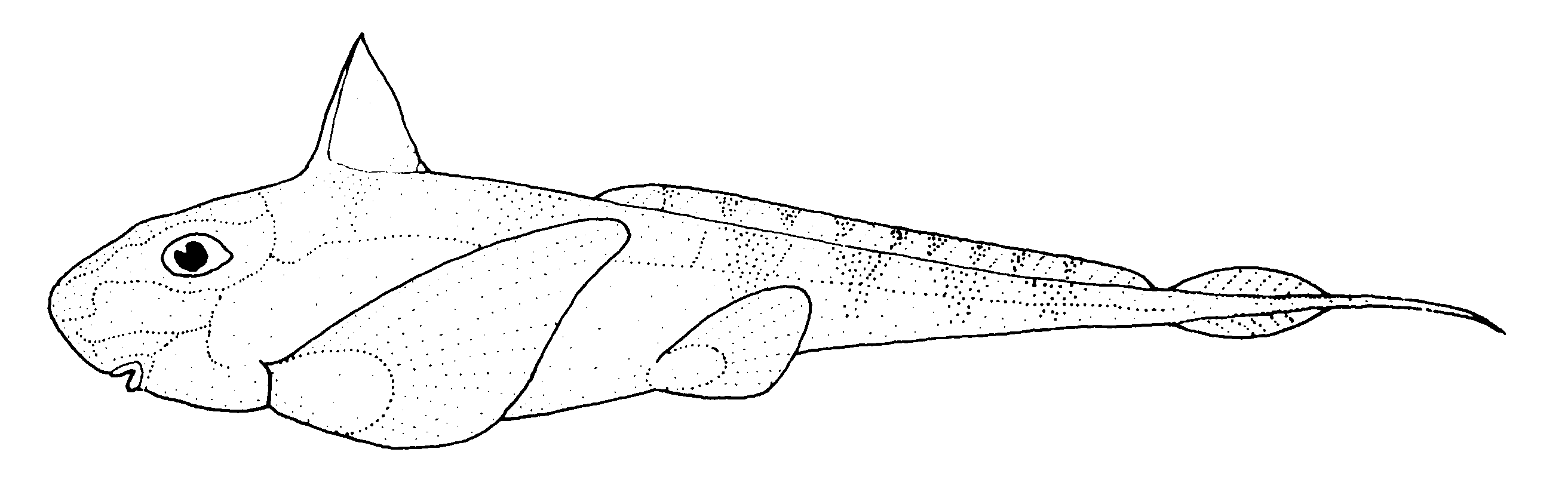
Hydrolagus bemisi
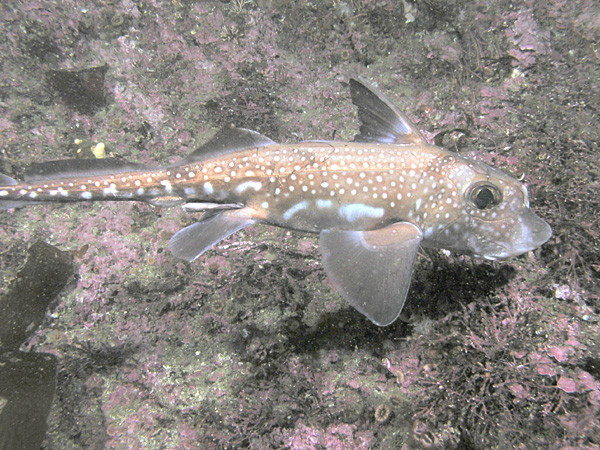
Hydrolagus colliei
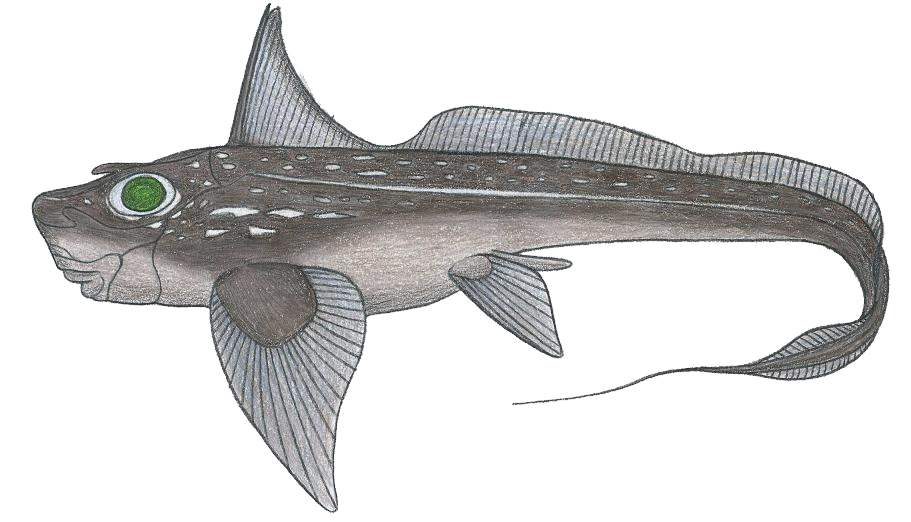
Hydrolagus matallanasi
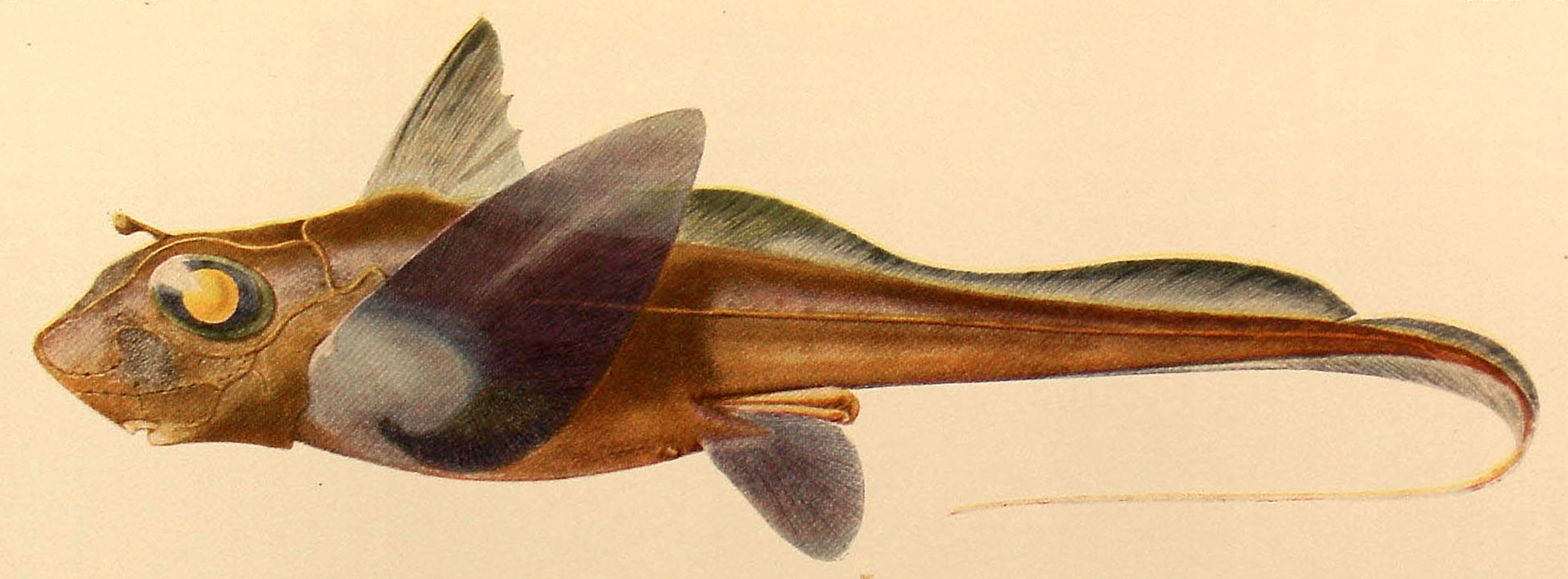
Hydrolagus mirabilis
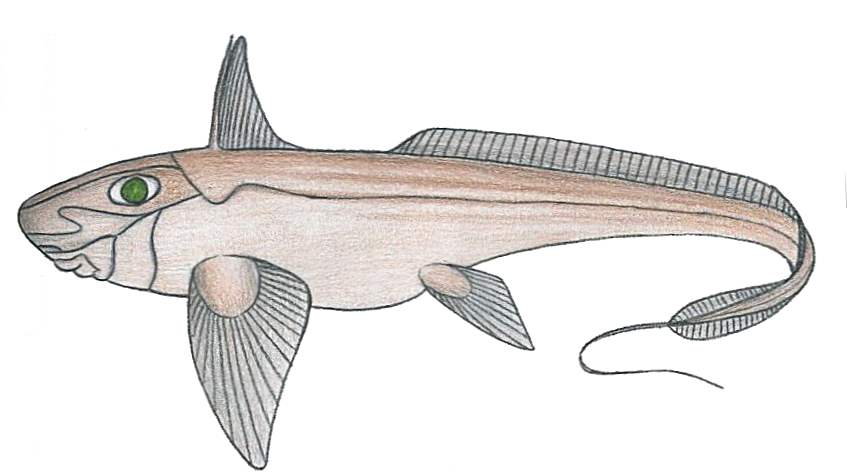
Hydrolagus pallidus
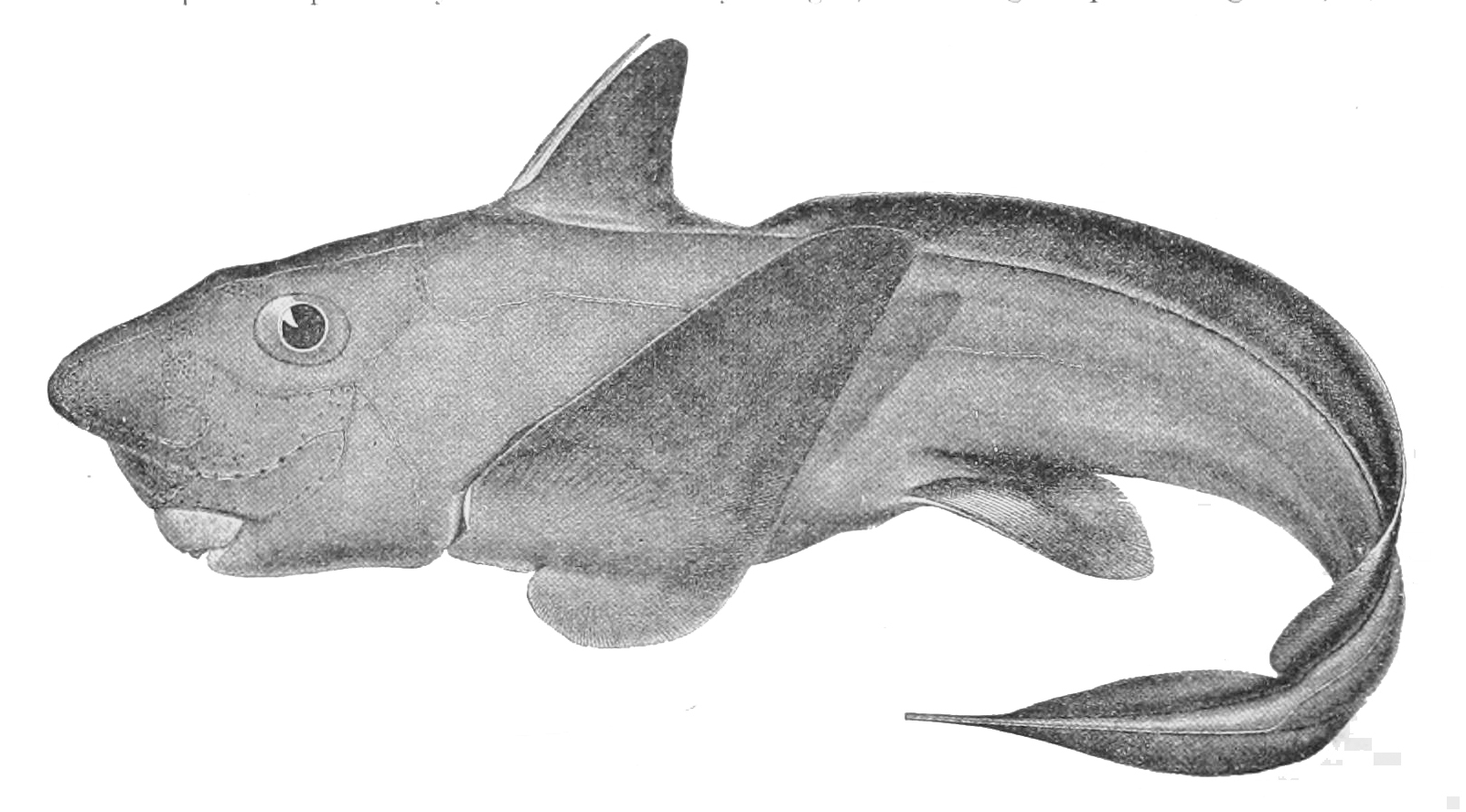
Hydrolagus purpurescens
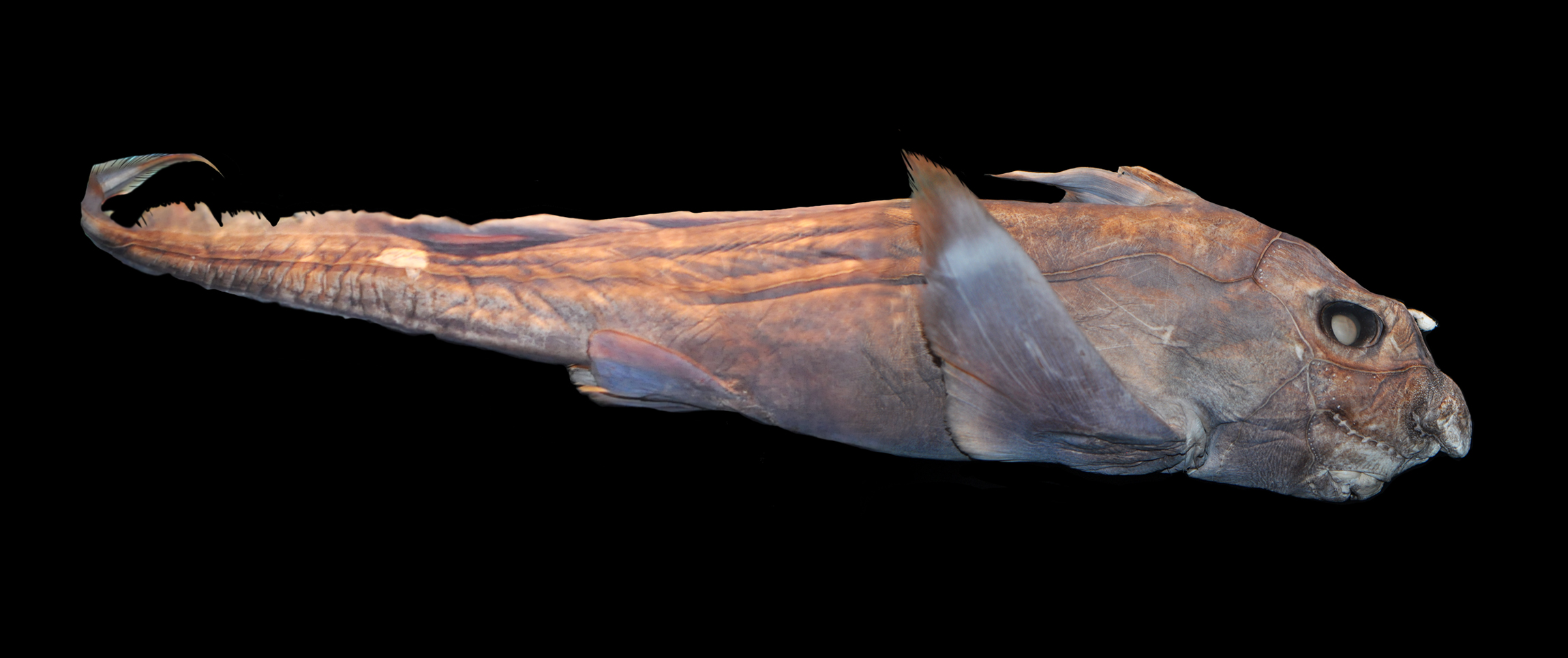
Hydrolagus trolli